# 찬드라얀 3호

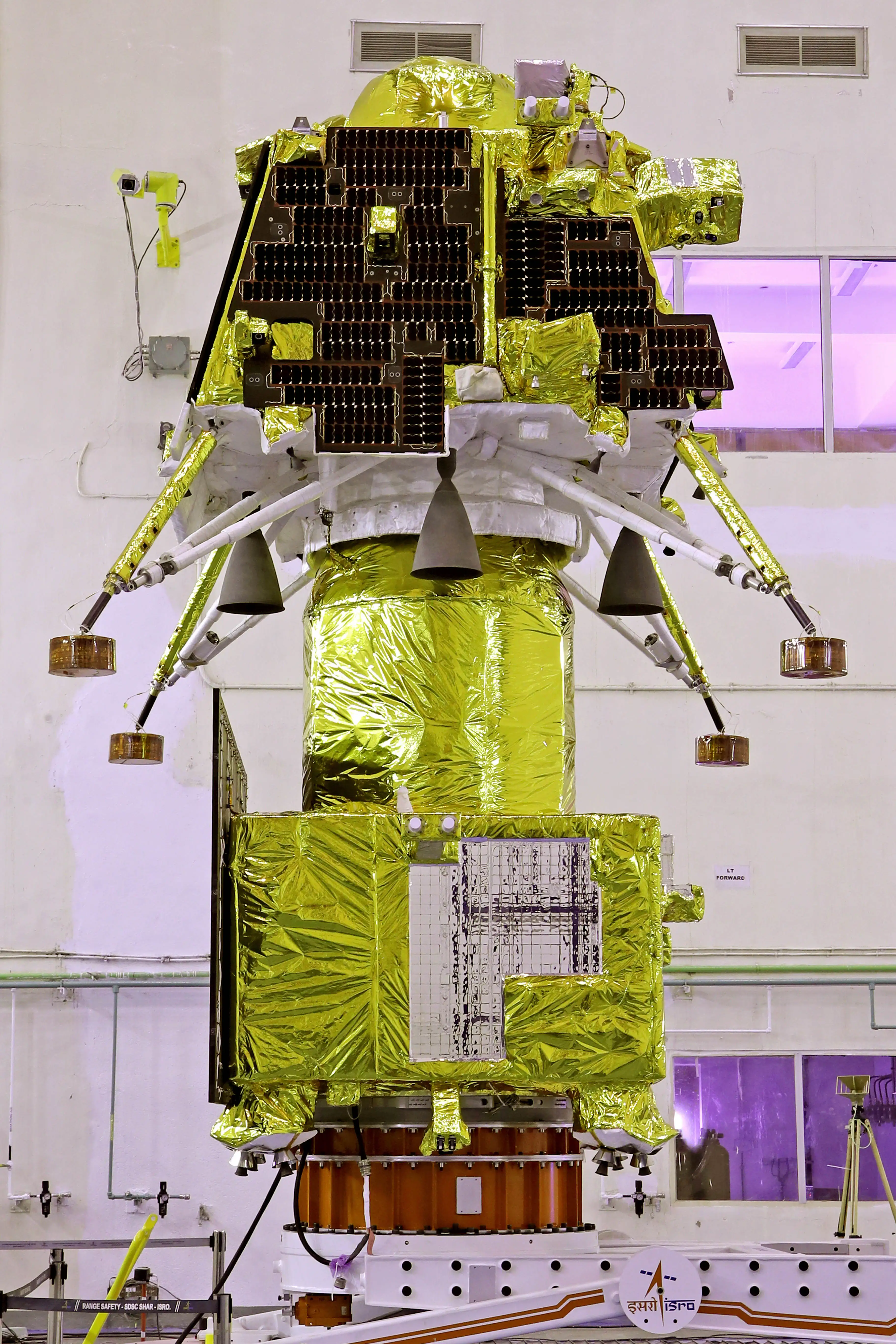
클린룸의 찬드라얀 3호 통합 모듈

찬드라얀 3호(영어: Chandrayaan-3)는 인도우주연구기구 (ISRO)가 개발하는 달 탐사 임무인 찬드라얀의 세 번째로 발사된 달 탐사기이다. 2023년 7월에 발사된 이 탐사기는 비크람이라는 달 착륙선과 프라갼이라는 달 탐사선으로 구성되며, 이는 2019년 찬드라얀 2호에서 발사된 것과 유사하다.
찬드라얀 3호는 2023년 7월 14일 사티시 다완 우주 센터에서 발사됐다. 우주선은 8월 5일 달 궤도에 진입했고, 착륙선은 8월 23일 12시 33분 (UTC) 에 달의 남극 지역에 착륙했다. 인도는 달 착륙에 성공한 네 번째 국가이자 달 남극 근처에 착륙한 최초의 국가가 되었다.

## 같이 보기
- ISRO 유인 우주선